# Pilar Pifarré i Matas
Pilar Pifarré i Matas (Barcelona, 1955) és una política catalana, diputada al Parlament de Catalunya en la VIII legislatura i secretària general del Departament de Cultura de la Generalitat de Catalunya.
Llicenciada en Filosofia i Ciències de l'Educació per la Universitat de Barcelona i màster en Funció Gerencial a les Administracions Públiques per ESADE. Ha ocupat diversos càrrecs al Departament d'Ensenyament de la Generalitat de Catalunya el 1981-1996, Subdirectora general d'Administració i Directora General de Serveis del Departament de Cultura (1999-2004) i directora de Recursos Humans de l'Ajuntament de Sant Cugat del Vallès (2005-2006). Membre de CDC, ha estat elegida diputada per CiU a les eleccions al Parlament de Catalunya de 2006.